# Charles Lauth
Pour les articles homonymes, voir Lauth.

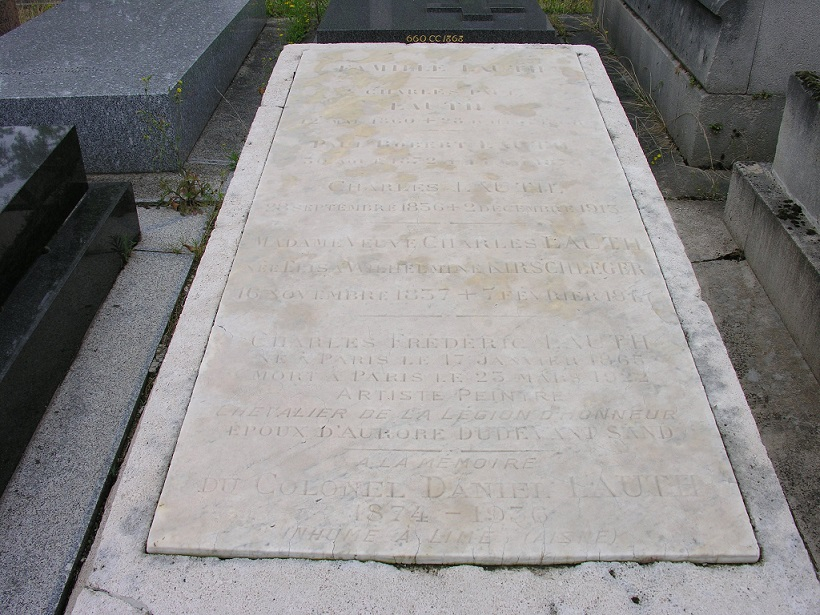
Sépulture de Charles Lauth.

Charles Lauth, né à Strasbourg le 28 septembre 1836 et mort à Nice le 2 décembre 1913, est un chimiste français, cofondateur (avec Paul Schützenberger) et directeur de l'École municipale de physique et de chimie industrielle (ESPCI Paris) de 1897 à 1904.

## Biographie
Élève de Charles Gerhard à l'université de Strasbourg, il est nommé préparateur au Conservatoire national des arts et métiers en 1856. En 1861, Charles Lauth obtient un nouveau colorant par l'oxydation de la méthylaniline, le violet de Lauth (ou thionine) et fonde la Société des matières colorantes à Saint-Denis. Par oxydation du benzyle, il obtient un colorant vert. Avec Édouard Grimaux, Charles Lauth met au point une méthode d’obtention d’aldéhydes aromatiques, qui aura beaucoup d’importance dans l’industrie des parfums et des colorants. En 1884, il met au point avec Georges Vogt, une nouvelle céramique, la dure nouvelle, composée de kaolin et de pegmatites, qui est utilisée constamment depuis le dernier quart du XIXe siècle. Charles Lauth est directeur de la Manufacture nationale de Sèvres en 1879 à 1887.
Après l'annexion de l'Alsace par l'Allemagne suivant la guerre de 1870, il dénonce la faiblesse de l'éducation de la chimie en France et milite pour la création de l'École municipale de physique et de chimie industrielle de Paris qui voit le jour en 1882. Ancien membre du conseil municipal de Paris, Charles Lauth réunit une commission de chimistes dont Marcellin Berthelot et Charles Adolphe Wurtz mais aussi de physiciens et d'industriels et obtient le financement de l'école par la ville de Paris. En 1897, il succède à Paul Schützenberger à la direction de l'École municipale de physique et de chimie industrielle, direction qu'il assure jusqu'en 1904.
Charles Lauth est président de la Société française de chimie en 1883, commandeur de la Légion d'honneur en 1908.
Il a été inhumé le 9 décembre 1913 au cimetière du Montparnasse.

## Distinctions
- Commandeur de la Légion d'honneur (1908)

## Publications
- Notice sur la vie et les travaux d'Auguste Scheurer-Kestner, 39 pages, Mulhouse, Veuve Bader et Cie , 1901.
- Notice sur les travaux industriels de Charles Lauth, 8 pages, Paris, A. Parent, 1867.
- Recherches sur la porcelaine, avec Gabriel Dutailly, 92 pages, Paris, le Génie civil, 1888.
- Extraits du rapport présenté sur un projet de traité à passer pour l'exploitation de la voirie de Bondy, 10 pages, Chalons, Le Roy, 1876.
- La Manufacture nationale de Sèvres (1879-1887): mon administration, notices scientifiques et documents administratifs, 453 pages, Paris, J.-B. Baillière et fils, 1889.
- La Manufacture nationale de Sèvres et la porcelaine, 26 pages, Paris, A. Quantin, 1884.
- La Manufacture nationale de Sèvres et la porcelaine nouvelle, 26 pages, Paris, A. Quantin, 1884.
- Manufacture nationale de Sèvres, notes techniques sur la fabrication de la porcelaine nouvelle, avec Georges Vogt, 48 pages, Paris, C. Unsinger, 1885.
- Les Manufactures nationales et les arts du mobilier, avec Charles-Edward Haviland, 38 pages, Paris, A. Quantin, 1884.
- Rapport sur les produits chimiques et pharmaceutiques, 366 pages, Paris, Imprimerie nationale, 1881.
- Note sur les rouges d'aniline, avec Paul Depoully, 19 pages, Paris, S. Raçon, 1860.
- Notice sur les travaux scientifiques de Charles Lauth, 56 pages, Paris, Gauthier-Villars et fils, 1892.
- Exposition universelle internationale de 1878, à Paris: rapports du jury international, avec Paul Schützenberger et René Zeiller, Paris, Imprimerie nationale, 1878.
- Rapport général sur l'historique et le fonctionnement de l'École municipale de physique et de chimie industrielles, 119 pages, Paris, Lahure, 1900.
- Le radium, sa préparation et ses propriétés, 84 pages, Paris, C. Béranger, 1904.
- L'Industrie des matières colorantes, par Justin Dupont, préface de Charles Lauth, 364 pages, Paris, J.-B. Baillière et fils, 1902.